# Франка (муниципалитет)
Франка (порт. Franca) — муниципалитет в Бразилии, входит в штат Сан-Паулу. Составная часть мезорегиона Рибейран-Прету. Входит в экономико-статистический микрорегион Франка. Население составляет 328 221 человек на 2007 год. Занимает площадь 607,333 км². Плотность населения — 540,3 чел./км².
Праздник города — 28 ноября.

## История
Город основан 24 апреля 1856 года.

## Статистика
- Валовой внутренний продукт на 2005 составляет 3 018 125 620,00 реалов (данные: Бразильский институт географии и статистики).
- Валовой внутренний продукт на душу населения на 2005 составляет 9373,96 реалов (данные: Бразильский институт географии и статистики).
- Индекс развития человеческого потенциала на 2000 составляет 0,820 (данные: Программа развития ООН).

## География
Климат местности: горный тропический. В соответствии с классификацией Кёппена, климат относится к категории Cwa.